# Eumastax pictipes
Eumastax pictipes är en insektsart som beskrevs av Marius Descamps 1971. Eumastax pictipes ingår i släktet Eumastax och familjen Eumastacidae.

## Underarter
Arten delas in i följande underarter:
- E. p. derisor
- E. p. pictipes